# In the Meantime
In the Meantime prvi je EP britanskog rock-sastava Purson. Diskografska kuća Machine Elf Records objavila ga je 13. listopada 2014. u Europi i 3. studenoga 2014. u Sjevernoj Americi.

## O EP-u
Skupina je u intervjuu s časopisom Kerrang! izjavila da je poslije objave debitantskog albuma The Circle and the Blue Door namjeravala snimiti pjesme za drugi studijski album, ali da je taj plan naposljetku propao jer je diskografska kuća raskinula ugovor s njom. Sastav je stoga odlučio samostalno objaviti kraću zbirku nepovezanih pjesama koje pokazuju kako zvuči uživo.

## Popis pjesama
| 1.    | »Death's Kiss«   | Rosalie Cunningham                      | 2:41 |
| 2.    | »Danse Macabre«  | Cunningham, George Hudson, Justin Smith | 3:59 |
| 3.    | »Wanted Man«     | Cunningham, Hudson                      | 6:35 |
| 4.    | »I Will Be Good« | Cunningham                              | 5:29 |
| 18:44 |                  |                                         |      |

## Recenzije
U recenziji za Freq Gary Parsons napisao je da sadrži „niz kvalitetnih pjesama s obiljem melodija koje će potaknuti [slušatelje] na pjevušenje i lupkanje nogama”.

## Zasluge
Purson
- Rosalie Cunningham – vokal, gitara, klavijatura i udaraljke; bubnjevi, bas-gitara, mandolina i blokflauta (na pjesmi „Death's Kiss”); omot albuma
- George Hudson – gitara
- Justin Smith – bas-gitara
- Sam Shove – klavijatura
- James Last – bubnjevi

Dodatni glazbenici
- Harry Cameron-Penny – saksofon (na pjesmi „Death's Kiss”)

Ostalo osoblje
- Ed Deegan – miksanje
- John Davis – mastering
- Tina Korhonen – fotografija (na omotu)